# Bartowice
Bartowice (cz. Bartovice, niem. Bartelsdorf) – jedna z 37 części miasta statutarnego Ostrawy, stolicy kraju morawsko-śląskiego, we wschodnich Czechach, tworzy południową część obwodu miejskiego Radwanice i Bartowice we wschodniej części miasta, w historycznych granicach Śląska Cieszyńskiego. Jest to także jedna z 39 gmin katastralnych o powierzchni 852,069 ha. Populacja w 2001 wynosiła 1556 osób, zaś w 2012 odnotowano 626 adresów.

## Demografia[2]
| Rok             | 1869 | 1880 | 1890 | 1900 | 1910 | 1921 | 1930 | 1950 | 1961 | 1970 | 1980 | 1991 | 2001 |
| --------------- | ---- | ---- | ---- | ---- | ---- | ---- | ---- | ---- | ---- | ---- | ---- | ---- | ---- |
| Liczba ludności | 1191 | 1350 | 1541 | 1924 | 2062 | 2040 | 2658 | 2978 | 1774 | 1726 | 1595 | 1494 | 1556 |

## Historia
Miejscowość po raz pierwszy wzmiankowana została w łacińskim dokumencie Liber fundationis episcopatus Vratislaviensis (pol. Księga uposażeń biskupstwa wrocławskiego), spisanej za czasów biskupa Henryka z Wierzbna ok. 1305 w szeregu wsi zobowiązanych do płacenia dziesięciny biskupstwu we Wrocławiu, w postaci item in Bertoltowitz. Zapis ten (brak określenia liczby łanów, z których będzie płacony podatek) wskazuje, że wieś była w początkowej fazie powstawania (na tzw. surowym korzeniu), co wiąże się z przeprowadzaną pod koniec XIII wieku na terytorium późniejszego Górnego Śląska wielką akcją osadniczą (tzw. łanowo-czynszową). Wieś politycznie znajdowała się wówczas w granicach utworzonego w 1290 piastowskiego (polskiego) księstwa cieszyńskiego, będącego od 1327 lennem Królestwa Czech, a od 1526 roku w wyniku objęcia tronu czeskiego przez Habsburgów wraz z regionem aż do 1918 roku w monarchii Habsburgów (potocznie Austrii).
W 1411 roku wieś Bartelsdorf sprzedał Jeszek Kornic Andrzejowi z Tworkowa. Miejscowość stała się tym sposobem częścią tzw. państwa polskoostrawskiego aż do połowy XVII wieku. Wtedy to w 1738 r. Bartowice i mniejszą część Radwanic zakupił od Bogusława Sedlnickiego Jan Skrbenski z Hřiště i na Šenově (Szonowie). Jego syn Jan Jarosław Skrbenski złączył tę mniejszą część Radwanic, Bartowice i nowo założoną osadę Lipinę w samodzielne "państwo feudalne" z siedzibą w pałacu w Bartowicach. To "państwo" w 1738 r. przyłączono do szonowskiego. Następnie Skrbeńscy podzielili swe "państwo" na szonowskie i kończyckie; Bartowice pozostały częścią państwa szonowskiego do 1848 r. Rolniczy charakter wsi stopniowo zmieniał się wraz z XIX-wieczną rewolucją przemysłową.
Według austriackiego spisu ludności z 1900 w 220 budynkach w Bartowicach na obszarze 862 hektarów mieszkało 1924 osób, co dawało gęstość zaludnienia równą 223,2 os./km². z tego 1737 (90,3%) mieszkańców było katolikami, 134 (7%) ewangelikami a 53 (2,8%) żydami, 1837 (95,5%) było czesko-, 44 (2,3%) polsko- a 36 (1,9%) niemieckojęzycznymi. Do 1910 roku liczba mieszkańców wzrosła do 2062, z czego 2061 zameldowanych było na stałe, 1936 (93,9%) było katolikami, 117 (5,7%) protestantami, 8 (0,4%) żydami, 1 była innego wyznania lub religii, 2018 (97,9%) było czesko-, 39 (1,9%) polsko- a 4 (0,2%) niemieckojęzycznymi.
Po I wojnie światowej miejscowość znalazła się w granicach Czechosłowacji. Bartowice przyłączono do Morawskiej Ostrawy l stycznia 1960 roku.